# Richmond (Kalifornija)
Richmond je grad u američkoj saveznoj državi Kalifornija. Prema popisu stanovništva iz 2010. u njemu je živjelo 103.701 stanovnika.